# Åke Pousette
Åke Hans Lennart Pousette, född 10 maj 1949 i Sankt Matteus församling i Stockholm, är en svensk läkare inom manlig medicin och professor.
Åke Pousette disputerade vid Karolinska institutet 1976 på avhandlingen Studies on the control of androgen responsiveness in rat. Han var professor i andrologi vid Karolinska institutet i Stockholm 2000–2010.
Han är sedan 1975 gift med Ulla Carlegrim Pousette (född 1949).